# مجول (الغربية)
مول إحدى قرى مركز سمنود التابع لمحافظة الغربية بجمهورية مصر العربية.

## التاريخ
قرية مجول من القرى القديمة، حيث وردت باسم «مجول» في أعمال الغربية ضمن قرى الروك الصلاحي التي أحصاها ابن مماتي في كتاب قوانين الدواوين، كما وردت باسم «مجول» في أعمال الغربية ضمن قرى الروك الناصري التي أحصاها ابن الجيعان في كتاب «التحفة السنية بأسماء البلاد المصرية». ذكرت باسم مجول أم نخلة في وقف الملك الأشرف برسباي (841 هـ) تميزًا لها عن مجول القليوبية. كانت القرية تتبع لمركز المحلة الكبرى فلما أنشئ مركز سمنود سنة 1935 ألحقت به.

## السكان
بلغ عدد سكان مجول 9562 نسمة حسب تقدير عام 2018.
| السنة  | 1882 | 1897 | 1907 | 1927 | 1947 | 1960 | 1976 | 1986 | 1996 | 2006  | 2018 |
| ------ | ---- | ---- | ---- | ---- | ---- | ---- | ---- | ---- | ---- | ----- | ---- |
| القرية | 2006 | 2067 | 2205 | 2298 | 2494 | 3144 | 3846 | 4759 | 5803 | 6,808 | 9562 |